# 枕投げ

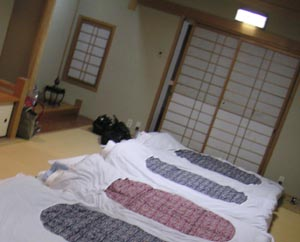
枕投げ会場になりがちな日本の旅館風景

枕投げ（まくらなげ）は、複数人で枕を投げ合う遊戯である。複数の参加者と、適当な広さの場所、十分な数の枕があれば実行できる。また、チームを組んで行うこともある。移動教室や修学旅行などの学校の宿泊行事で、しばしば教師の目を盗んで行われる。枕合戦とも呼ぶが、これはピローファイト（枕叩き）を意味する場合もある。

## 歴史
枕投げの歴史は、現在のところ、ほとんど分かっていない。「枕投げ」という言葉そのものも、多くの国語辞典には未記載の語であり、文献上の初出例も明らかでない。
江戸時代初期に使われていた括り枕の構造は現在のものに近いが、髷を結うのが一般的であった江戸時代中期から明治・大正頃までは木箱に小型の括り枕を括りつけた箱枕や木材を加工した撥枕、陶磁器製の陶枕なども多く使われていた。
枕投げがいつ頃始まったかを示す決定的な資料はないが、1924年（大正13年）に出版された『東京市立小学校児童 震災記念文集 高等科の巻』という書籍に掲載されている児童の作文に、「枕投げ」が出てくる。
また太平洋戦争末期に沖縄県から学童疎開した対馬丸の生存者が、「船内で枕投げに興じた」旨の証言をしている。醒泉国民学校（京都市下京区）の1943年卒業生の体験談にも枕投げが登場する。
西鉄観光バス（福岡県）が2004年、現在の団塊世代向けに修学旅行を再現する旅行を企画したところ、再現の要望が一番強かったのが旅館での枕投げだったという。また、2010年には石川県の温泉旅館が同窓会向けとして枕投げ専用枕を用意するなどの宿泊プランを実施している。その背景には、主に1950年代から70年代の修学旅行の話で枕投げの思い出が数多く登場するように、枕投げが最も親しまれたのが団塊世代だったということがある。

## 競技化
比較的大規模なイベント等で行われる枕投げでは、独自のルールが設定されることもある。たとえば、2001年に兵庫県有馬温泉・岡山県湯原温泉・広島県宮浜温泉で順次開催された「温泉旅館まくら投げ世界選手権」においては、あたかも砲丸投げのように、投擲エリアから着地エリアに向けて枕を投げ、飛距離を競うことを目的とした。しかしながら、これは遊戯というよりは競技であり、一般にいわゆる枕投げの概念とは必ずしも相容れない。2014年大会には室伏由佳も出場し世界記録を出したが直後に学生時代のライバル選手に記録を更新された。
また、米ニューヨークやサンフランシスコなどの「ピローファイト」の催しが「枕投げ」として紹介されることがあるが、これは、枕で互いに相手を打擲する遊戯ないし一種の格闘であり、一般的に考えられている枕投げとは異質である。中国湖南省長沙市での「枕頭大戦」は、相手に枕を投げたり、相手を枕で打ったりするもので、日本の修学旅行での枕投げと似る部分もあるが、イベントとして戸外で盛大に行われる点が異なっている。

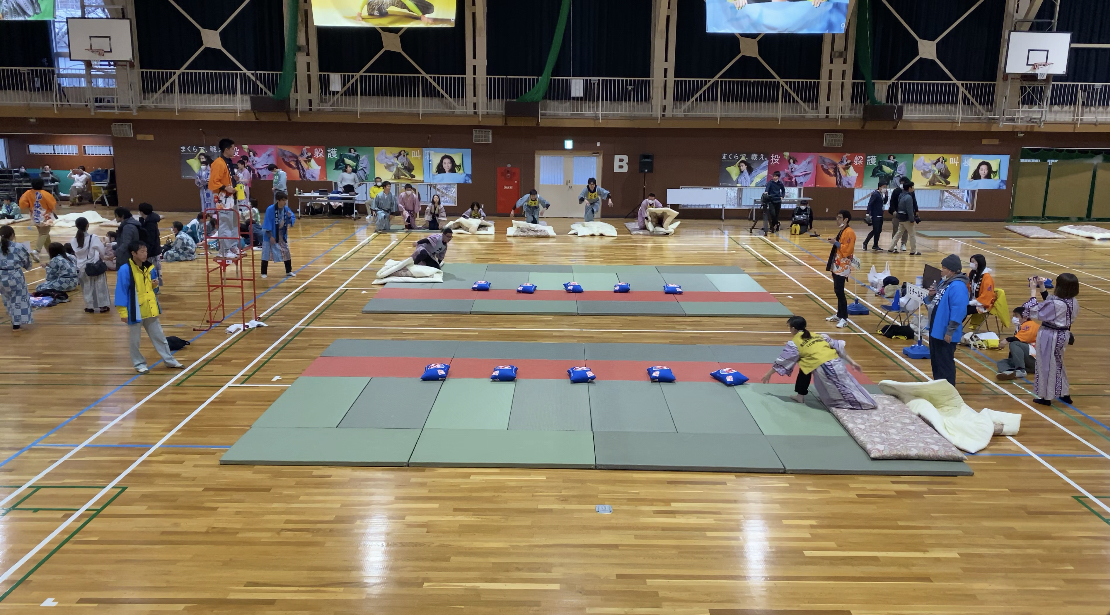
日本の伝統的な「枕投げ」にルールを設定してスポーツ化された「全日本まくら投げ大会in伊東温泉」。

2013年からは静岡県伊東温泉にて「全日本まくら投げ大会in伊東温泉」が開催されている。これは「まくら投げ」のスポーツ化に近く、8対8のドッジボール形式で実施され、ルールは40畳のフィールド内で、温泉浴衣を着用しクラッシュラテックスの素材の入った専用枕が使われる。大将、アタッカー、リベロ、サポーターという4つの役割が存在しており、布団を盾にして防御が可能、大将が当たったらその場で負け、「先生が来たぞ〜」コールによって10秒間試合の進行を止めて相手陣地の枕を回収が出来る等、一般的にイメージされる枕投げに近づける形でルールが制定された。伊東温泉だけではなく全国的な予選会へも発展し、伊東温泉発祥の公式ルールが浸透している。伊東温泉発祥の公式ルールを用いて実施される枕投げのことを「スポーツ枕投げ」と呼ぶこともある。

## 受賞
スポーツ枕投げ専用の競技枕やユニフォーム用の温泉浴衣が開発され、テレビのバラエティ番組や企業PRにも活用されている。
世界でも権威ある広告賞「アドフェスト（アジア太平洋広告祭）２０２１」で、スポーツ枕投げの一連の広報宣伝活動を高く評価され、広告祭の独自賞として知られる「ロータス・ルーツ」部門の最優秀賞に輝いた。同部門での日本の受賞は静岡県伊東市のみ。